# L.A. Guns
L.A. Guns är ett amerikanskt rockband, bildat i Los Angeles 1983. Bandets två första album, L.A. Guns och Cocked & Loaded har sålt guld respektive platina. Idag finns det två upplagor av bandet: ett frontat av Phil Lewis och ett av Tracii Guns.

## Historia

### Bandet grundas
År 1983 satte gitarristen Tracii Guns ihop ett band med namnet "L.A. Guns". Bandet bestod i övrigt av sångaren Michael Jagosz, basisten Ole Beich och trummisen Rob Gardner. Under sommaren 1984 släppte de sin första EP, Collector's Edition No. 1. Michael Jagosz sattes dock i fängelse under en tid och bandet slogs då ihop med Hollywood Rose-sångaren Axl Rose och gitarristen Izzy Stradlin. Detta blev den första uppsättningen av Guns N' Roses. Ole Beich blev den första att lämna och det dröjde inte länge förrän även Tracii och Rob följde och ersattes av Slash, Duff McKagan och Steven Adler.

### Återförening
Efter att Tracii lämnat Guns N' Roses under sommaren 1985 bestämde han sig för att återuppta L.A. Guns. Sångare i bandet blev Paul Black, följt av basisten Mick Cripps och trummisen Nicky "Beat" Alexander. Tracii lämnade dock bandet ännu en gång för att spela med band som hette "Penthouse Pet" som nyligen fått ett skivkontrakt. Han ersattes då av Robert Stoddard. Tracii kom dock återigen tillbaka och bandet hade då två gitarrister. Under denna tid var L.A. Guns mycket nära ett skivkontrakt och hade skrivit många låtar. 1987 bestämde sig dock Robert Stoddard att lämna bandet. L.A. Guns gick även skilda vägar från Paul Black. Anledningen till detta sägs vara hans drogproblem.

### Klassiska uppsättningen
På våren 1987 anslöt sångaren Phil Lewis (från bandet Girl). Efter att Robert Stoddard lämnat gick Mick Cripps över från bas till gitarr. Även den tidigare Faster Pussycat och Sweet Pain basisten, Kelly Nickels gick med. Efter detta gick L.A. Guns in i studion för att spela in sitt första album, L.A. Guns. De flesta av låtarna var redan skrivna under Paul Black-tiden. Kort innan albumet skulle ges ut ersattes trummisen Nicky "Beat" Alexander av W.A.S.P.s Steve Riley. Detta blev den klassiska uppsättningen av L.A. Guns med Phil Lewis på sång, Tracii Guns och Mick Cripps på gitarr, Kelly Nickels på bas och Steve Riley på trummor. Bandet åkte sedan på en lång turné världen över och albumet uppnådde guld-status och har sålt i över 750.000 exemplar.

### Cocked & Loaded
I augusti 1989 släpptes bandets andra album, Cocked & Loaded. Detta album sålde platina (1.000.000) och innehöll hit-låtar som "The Ballad Of Jayne", "Never Enough" och "Rip And Tear". Detta är deras hittills mest framgångsrika album. På den efterföljande turnén spelade de tillsammans med bland annat AC/DC, Def Leppard och Ted Nugent.

### Hollywood Vampires
I slutet av 1990 gick L.A. Guns återigen in i studion för att spela in sitt tredje album, Hollywood Vampires. Detta blev bandets sista stora kommersiella succé och med låtar som "Kiss My Love Goodbye", "It's Over Now" och "Over The Edge" sålde man guld för tredje gången och hela albumet har totalt sålt i över 700.000 exemplar. I början av 1992 sparkades trummisen Steve Riley från bandet och ersattes av Michael “Mr. Bones” Gershima. Dessförinnan hade bandet släppt en EP, Cuts och ett livealbum, Live! Vampires. Det sistnämnda släpptes dock endast i Japan. Efter Hollywood Vampires-turnén tog bandet en paus och sysslade med diverse soloprojekt.

### Vicious Circle
Tracii Guns och Phil Lewis hade båda lämnat bandet men beslöt sig för att ge det en ny chans och gick i slutet av 1994 in i studion för att spela in deras fjärde album, Vicious Circle. Musikstilen på detta album var helt annorlunda än de tidigare. Albumet sålde hyfsat till en början men gick sämre sedan. Tidigt in på turnén lämnade Michael “Mr. Bones” Gershima och Steve Riley återvände. De dåliga försäljningssiffrorna ledde till att L.A. Guns inte fick förnyat förtroende av sitt skivbolag Polygram Records. Det fick även konsekvensen att Phil Lewis och Mick Cripps lämnade bandet. 

### American Hardcore & Shrinking Violet
Tacii, Kelly och Steve bestämde sig dock för att fortsätta med L.A. Guns och rekryterade Boneyard sångaren Chris Van Dahl och gitarristen Johnny Crypt. När Kelly Nickels sedan slutade tog Johnny över som basspelare. 1996 släppte de albumet American Hardcore som byggde vidare på den hårdare stilen från Vicious Circle. Efter att turnerat i cirka ett år med Chris försökte Tracii övertala Phil Lewis att börja igen. Han avböjde dock och L.A. Guns var återigen på jakt efter en ny sångare.
Ralph Saenz från The Atomic Punks gick med och började turnera med bandet. Den uppsättningen hann dock endast släppa en EP, Wasted, som släpptes i juli 1998. Även Ralph lämnade dock bandet efter mindre än ett år. Joe Leste från bandet Bang Tango var med ett kort tag men ersattes snabbt av Love/Hates sångare Jizzy Pearl. L.A. Guns turnerade med Jizzy ett tag men sedan var det Johnny Crypts tur att lämna bandet. De hade dock hunnit klart med albumet, Shrinking Violet som släpptes i juni 1999. Tracii och Steve hade även börjat spela in ny musik med sina gamla bandmedlemmar Phil Lewis, Mick Cripps och Kelly Nickels. Dessa låtar släpptes tillsammans med några av L.A. Guns klassiska hits på Greatest Hits & Black Beauties samma dag som Shrinking Violet. I september 1999 sparkades Jizzy och L.A. Guns påbörjade en återföreningsturné med bland annat Poison och Ratt. Under turnén spelade L.A. Guns in liveskivan Live: A Nite On The Strip som släpptes i början av 2000. Några månader senare släppte de även en nyinspelning av deras klassiska album Cocked & Loaded, nu under namnet Cocked And Re-Loaded. Kort därefter lämnade Kelly Nickels bandet och ersattes av Muddy.

### Man In The Moon & Walking The Dead
År 2001 gick L.A. Guns återigen in i studion för att spela in Man In The Moon. Detta album var det mer klassiska L.A. Guns-stilen tillbaka, vilket uppskattades av fansen. Mick Cripps var inte med på den efterföljande turnén, mer än på spelningarna i Los Angeles-området. Efter halva turnén lämnade Muddy och ersattes av Adam Hamilton som tidigare spelat med Joe 90 och C.C. DeVille's Band. Även gitarristen Keff Ratcliffe från Pretty Boy Floyd gick med, men lämnade sedan efter turnéns slut.
2002 var det dags för ett nytt album, Walking The Dead. Detta blev ett mycket hyllat album och ansågs vara det bästa L.A. Guns släppt sedan Hollywood Vampires. I slutet av 2002 meddelade Tracii Guns att han skulle lämna bandet.

### Rips The Covers Off & Tales From The Strip
L.A. Guns testade många olika gitarrister i slutet av 2002 och början av 2003, bland annat Chris Holmes (f.d. W.A.S.P.), Brett Muscat (f.d. Faster Pussycat) och Keri Kelli (f.d. Warrant, Ratt, Love/Hate mm) I början av 2004 blev dock Stacey Blades en fast medlem och L.A. Guns gick in i studion och släppte samma år ett coveralbum, Rips The Cover Off.
2005 var dags för ytterligare ett album, Tales From The Strip, denna gång med egna låtar. Under den efterföljande turnén spelade de även in ett livealbum och DVD, Loud And Dangerous: Live From Hollywood, som släpptes år 2006. I mars 2007 lämnade återigen en L.A. Guns-medlem bandet. Denna gång var det Adam Hamilton och han ersattes av Scott Griffin.

### Två uppsättningar
Efter att Tracii Guns lämnade L.A. Guns 2002 startade han tillsammans med Mötley Crües basist Nikki Sixx bandet Brides Of Destruction. Men när deras andra album inte heller sålde speciellt bra började Tracii ett eget projekt, The Tracii Guns Band. Övriga medlemmar i bandet var L.A. Guns originalsångare Paul Black som skrivit många av de låtar som finns med på L.A. Guns debutalbum, L.A. Guns. Även originaltrummisen Nicky "Beat" Alexander var med samt Jeremy Carson och Jason Saenz. Bandet bytte dock snabbt namn från The Tracii Guns Band till L.A. Guns. Phil Lewis version av bandet turnerade dock också vilket ledde till en del dispyter mellan Tracii och Phil. Tracii Guns versionen av "L.A. Guns" upplöstes 2012.

## Medlemmar

### Phil Lewis-versionen
Nuvarande medlemmar

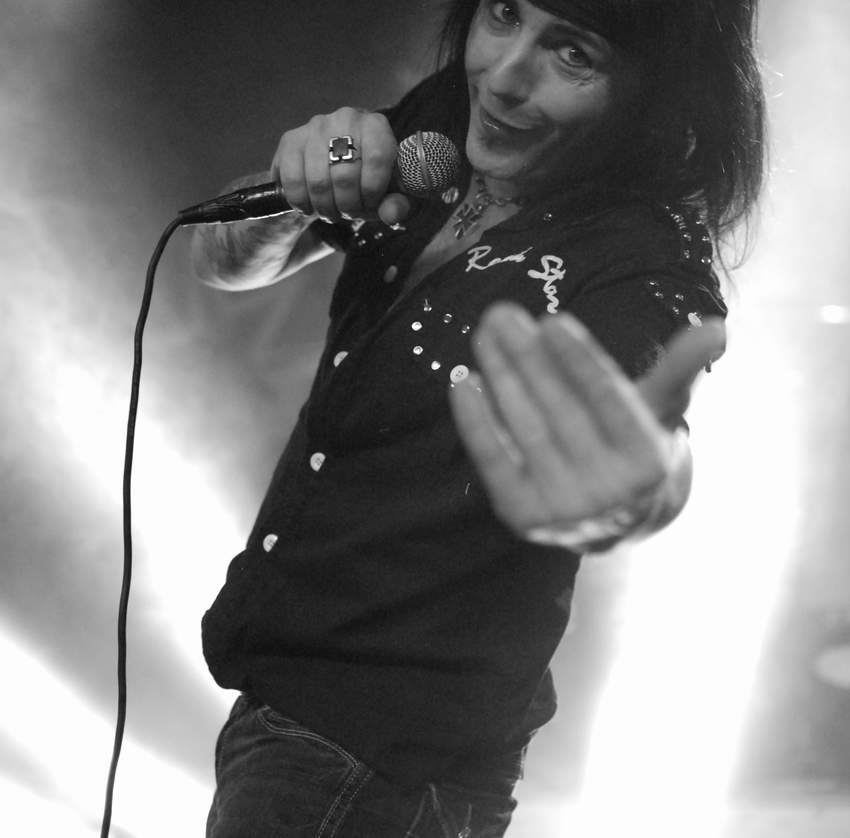
Phil Lewis

- Phil Lewis – sång (1987–1995, 1999– )
- Steve Riley – trummor (1987–1992, 1994– )
- Kenny Kweens – basgitarr (2009–2011, 2014– )
- Michael Grant – sologitarr (2013– )

Tidigare medlemmar
- Tracii Guns – sologitarr (1983–1984, 1985–2002)
- Ole Beich – basgitarr (1983–1984)
- Rob Gardner – trummor (1983–1984)
- Michael Jagosz – sång (1983–1984, 1984)
- Axl Rose – sång (1984)
- Mick Cripps – basgitarr, rytmgitarr (1985–1995, 1999–2000, 2000–2001)
- Nickey "Beat" Alexander – trummor (1985–1987)
- Paul Black – sång (1985–1987)
- Robert Stoddard – rytmgitarr (1985–1987)
- Mattie B – basgitarr (1987)
- Kelly Nickels – basgitarr (1987–1995, 1999–2000)
- Michael "Bones" Gershima – trummor (1992–1994)
- Johnny Crypt – rytmgitarr (1995–1999)
- Chris Van Dahl – sång (1995–1997)
- Ralph Saenz – sång (1997–1998)
- Joe Leste – sång (1998)
- Jizzy Pearl – sång (1998–1999)
- Stefan Adika – basgitarr (1999)
- Chuck Gerric – basgitarr (1999)
- Muddy – basgitarr (2000–2001)
- Brent Muscat – rytmgitarr, sologitarr (2000, 2002–2003)
- Adam Hamilton – basgitarr (2001–2007)
- Keff Ratcliffe – rytmgitarr (2002)
- Chris Holmes – sologitarr (2002)
- Keri Kelli – sologitarr, rytmgitarr (2002–2003)
- Charlie Poulson – sologitarr (2003–2004)
- Stacey Blades – sologitarr (2004–2012)
- Scott Griffin – basgitarr (2007–2009, 2011–2014)
- Frank Wilsey – sologitarr (2012–2013)

### Tracii Guns-versionen
Senaste medlemmar
- Tracii Guns – gitarr (2006–2012)
- Doni Gray – trummor (2011–2012)
- Scott Foster Harris – sång (2012)
- Johnny Martin – basgitarr (2012)

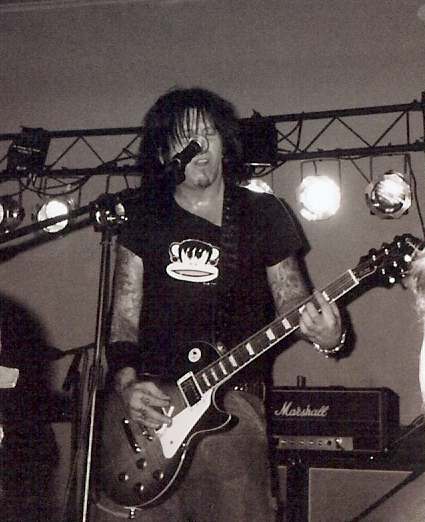
Tracii Guns

- Steve Preach – rytmgitarr, orgel, piano (2012)

Tidigare medlemmar
- Jeremy Guns – basgitarr (2006–2011)
- Marty Casey – sång (2008–2009)
- Alec Bauer – rytmgitarr (2008–2009)
- Chad Stewart – trummor (2007–2011)
- Paul Black – sång (2006–2008)
- Nickey "Beat" Alexander – trummor (2006–2007)
- Edan Serge Gillen – keyboard (2006)
- Jizzy Pearl – sång (2009–2011)
- Danny Nordahl – basgitarr (2011)
- Dilana – sång (2011)
- Eric Grossman – basgitarr (2011–2012)
- Tony West – sång (2011–2012)
- Grumpyy Carniitas – keyboard (2012)

## Diskografi

### Studioalbum
- L.A. Guns (1988)
- Cocked & Loaded (1989)
- Hollywood Vampires (1991)
- Vicious Circle (1994)
- American Hardcore (1996)
- Shrinking Violet (1999)
- Cocked And Re-Loaded (2000)
- Man in the Moon (2001)
- Waking the Dead (2002)
- Rips the Covers Off (2004)
- Tales from the Strip (2005)
- Covered in Guns (cover-album) (2010)
- Hollywood Forever (2012)
- The Missing Peace (2017)

### Livealbum
- Live! Vampires (1992)
- Live: A Nite on the Strip (2000)
- Loud and Dangerous: Live from Hollywood (2006)
- Hellraiser's Ball: Caught in the Act (2008)
- Acoustic Gypsy Live (2011)
- Made in Milan (2018)

### EP
- Collector's Edition No. 1 (1984)
- Cuts (1992)
- Wasted (1998)

### Samlingsalbum
- Best Of: Hollywood a Go-Go (1994)
- Hollywood Rehearsal (1997)
- Greatest Hits and Black Beauties (1999)
- Black City Breakdown 1985-1986 (2000)
- Ultimate L.A. Guns (2002)
- Fully Loaded (2003)
- Hollywood Raw (2004)
- Black List (2005)
- 20th Century Masters - The Millennium Collection: The Best of L.A. Guns (2005)
- The Very Best Of (2006)

### Singlar
- "One More Reason" (1988)
- "Electric Gypsy" (1988)
- "Sex Action" (1988)
- "Rip and Tear" (1989)
- "Malaria" (1989)
- "Never Enough" (1989)
- "I Wanna Be Your Man" (1989)
- "The Ballad of Jayne" (1990)
- "Kiss My Love Goodbye" (1991)
- "Some Lie 4 Love" (1991)
- "It's Over Now" (1991)
- "Over the Edge" (1992)
- "Face Down" (1994)
- "Killing Machine" (1994)
- "Long Time Dead" (1994)